# Armands Krauliņš
Armands Krauliņš (Kandava, 16 agosto 1939 – Kandava, 1º luglio 2022) è stato un allenatore di pallacanestro lettone, fino al 1991 sovietico.

## Carriera
Ha guidato la Lettonia a tre edizioni dei Campionati europei (1993, 2001, 2003).